# Franz Ludwig Sauer
Franz Ludwig Sauer (* 1. Oktober 1893 in Binsfeld, heute Arnstein; † 28. März 1950 ebenda) war ein deutscher Politiker der BVP und der CSU.

## Leben
Nach seinem Besuch einer Landwirtschaftsschule ging Sauer nach Westfalen, wo er sich als Gutspraktikant und Verwalter betätigte. Als Soldat kam er im Ersten Weltkrieg an fast allen Kriegsschauplätzen zum Einsatz. 1919 heiratete er in eine Landwirtschaft mit Getreidemühle ein. 1926 wurde er zum Obermeister der Müllerinnung ernannt, dieses Amt übte er bis 1933 aus. Daneben gehörte er der Bezirks-, der Kreis- und der Landesbauernkammer an. 1933 wurde er zweimal verhaftet, außerdem musste er sein Geschäft aufgeben und die Mühle still legen. Nach dem Krieg wurde er Bezirksvorsitzender des von ihm erneuerten Bayerischen Bauernverbandes, ferner war er Vorsitzender der Bezirksbauernkammer und gehörte der Kreis- und Landesbauernkammer an.

## Politik
1918 war Sauer Gründungsmitglied der BVP, innerhalb dieser Partei war er Bezirksvorsitzender eines unterfränkischen Landkreises und gehörte dem Landesvorstand an. Nach dem Krieg beteiligte er sich an der Gründung der CSU im Landkreis Karlstadt und wurde auch deren Kreisvorsitzender. 1945 wurde er zum Bürgermeister seines Heimatorts Binsfeld ernannt. Von 1946 bis 1949 war er zudem Vorsitzender des CSU-Bezirksverbandes Unterfranken und gehörte in dieser Zeit auch dem CSU-Landesvorstand an.
1946 wurde Sauer in die Verfassunggebende Landesversammlung berufen. Im selben Jahr wurde er in den Bayerischen Landtag gewählt. Aufgrund seiner angeschlagenen Gesundheit konnte er das Landtagsmandat jedoch nur eingeschränkt ausüben. Am 28. März 1950 verstarb Sauer, sein Nachfolger im Landtag wurde Hans Schwägerl.